# Die Hexe und die Königskinder

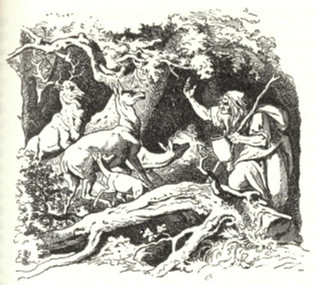
Holzschnitt von Ludwig Richter

Die Hexe und die Königskinder ist ein Märchen (AaTh 313). Es steht in Ludwig Bechsteins Deutsches Märchenbuch an Stelle 45 (1845 Nr. 34). In frühen Auflagen hieß es Die Königskinder.

## Inhalt
Eine Hexe im Wald raubt mit ihrem Zauberring Hirschkühen die Milch, mästet Kinder, verwandelt sie in Hirschkälbchen und verkauft sie. Wieder einmal sperrt sie zwei reiche Geschwister ein. Die Hexentochter hat ihr Zaubersprüche abgelauscht. Sie behext Bett, Lade, Treppe und Herd, für sie zu antworten, wenn die Hexe ruft, befreit die Kinder mit einer Springwurzel und flieht mit ihnen. Die Hirschkuh trägt sie heim. Der Hirsch spießt die Hexe auf und versenkt sie im Teich, der Ring geht mit unter.

## Herkunft

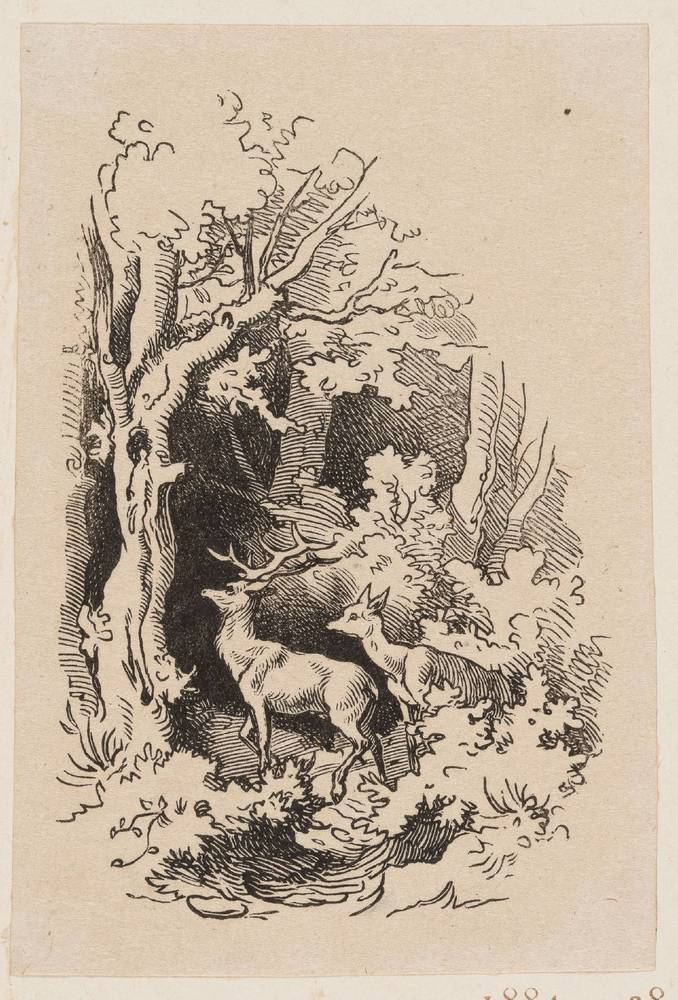
Holzschnitt von Ludwig Richter

Bechstein bemerkt mündliche Überlieferung und Ähnlichkeit zu Hänsel und Gretel, die Quelle ist laut Hans-Jörg Uther nicht zu ermitteln. Ähnlich sind Bechsteins Der alte Zauberer und seine Kinder, Der goldne Rehbock, Vom Knaben, der das Hexen lernen wollte. Die Hexe im Wald „ganz allein“ klingt wie der Anfang von Jorinde und Joringel, die Zaubersprüche wie Der Liebste Roland. Die magische Springwurz begegnet bei Bechstein auch in Die goldene Schäferei, in Musäus’ Der Schatzgräber.
Der Text ist Ruth B. Bottigheimer ein Beispiel, wie Bechstein auch Euphemismen nutzt, um ein grausames Ende zu mildern: Der Hirsch springt samt Hexe in den Teich und taucht auf, „frei von der Last“. Dem Wald an sich schreibt Bechstein keine Gefahr zu, er belohnt Initiative und unterdrückt Mädchen nicht.